# Tervel-csúcs
A Tervel-csúcs (Vrah Tervel \'vr&h 'ter-vel\) az Antarktisz Livingston-szigetén a Tangra-hegység Friesland-hegyhátának egy 810 méter magas hármas csúcsa. Északkeletre a Pestera-gleccserre és a Zagore-tengerpartra, délnyugatra a Charity-gleccserre nyílik kilátás.
A csúcsokat Tervelről, Bulgária egyik kánjáról nevezték el, aki 718-ban megállította az Európára törő arabokat.

## Elhelyezkedése
A csúcsok koordinátája d. sz. 62° 42′ 58″, ny. h. 60° 16′ 16″62.716111°S 60.271111°W, ami 1,2 km-rel a Szent Metód-csúcstól nyugatra, 1,57 km-rel a MacKay-csúcstól kelet-északkeletre, a Barnard-csúcstól 5575 km-rel északkeletre van. (1995/96-os bolgár topológiai felmérés és 2005-ös feltérképezés.)

## Fordítás
- Ez a szócikk részben vagy egészben  a   Tervel Peak című angol Wikipédia-szócikk ezen változatának fordításán alapul.  Az eredeti cikk szerkesztőit annak laptörténete sorolja fel. Ez a jelzés csupán a megfogalmazás eredetét és a szerzői jogokat jelzi, nem szolgál a cikkben szereplő információk forrásmegjelöléseként.